# Dzikie koty
Dzikie koty – amerykańska komedia sportowa z 1986 roku w reżyserii Michaela Ritchiego. Scenariusz napisała Ezra Sacks. W roli głównej zagrała Goldie Hawn, która odegrała trenerkę Dzikich kotów, zespołu futbolu amerykańskiego.

## Fabuła
Molly (Goldie Hawn) pracuje w szkole jako nauczyciel wychowania fizycznego. Kiedy dowiaduje się, że jest dostępne miejsce na  stanowisku trenera drużyny futbolowej, natychmiast decyduje się je objąć. Niestety, kobieta-trener nie wszystkim się podoba, zawodnikom, a nawet mężowi bohaterki.

## Obsada
- Goldie Hawn - Molly McGrath
- Swoosie Kurtz - Verna McGrath
- Robyn Lively - Alice Needham
- Brandy Gold - Marian Needham
- James Keach - Frank Needham
- Jan Hooks - Stephanie Needham
- Bruce McGill - Dan Darwell
- Nipsey Russell - Ben Edwards
- Mykelti Williamson - Levander 'Bird' Williams
- Tab Thacker - Phillip Finch
- Wesley Snipes - Trumaine
- Woody Harrelson - Krushinski